# Alfons Weißgatterer

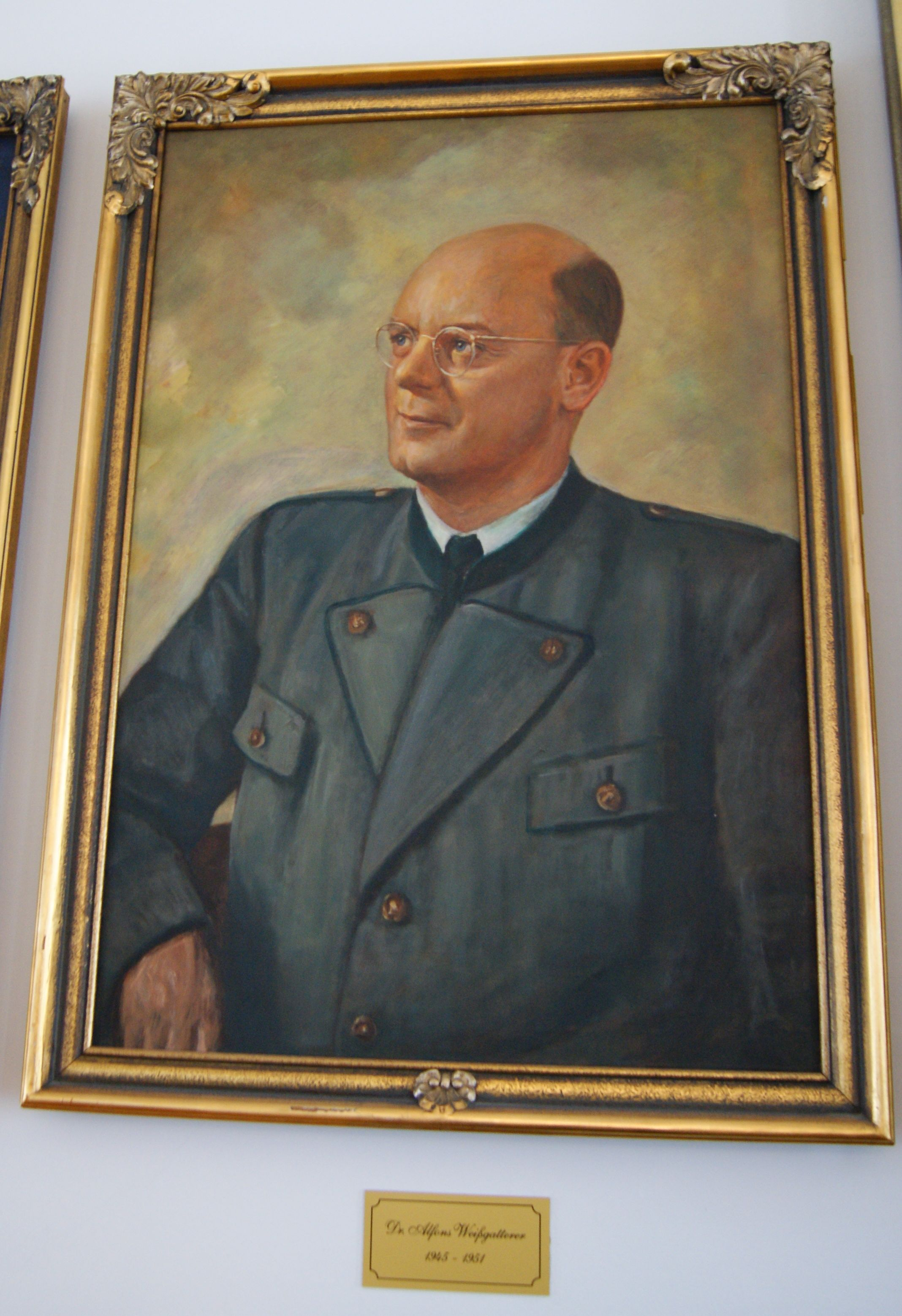
Alfons Weißgatterer – Bild im Rokokosaal des Alten Landhauses in Innsbruck.

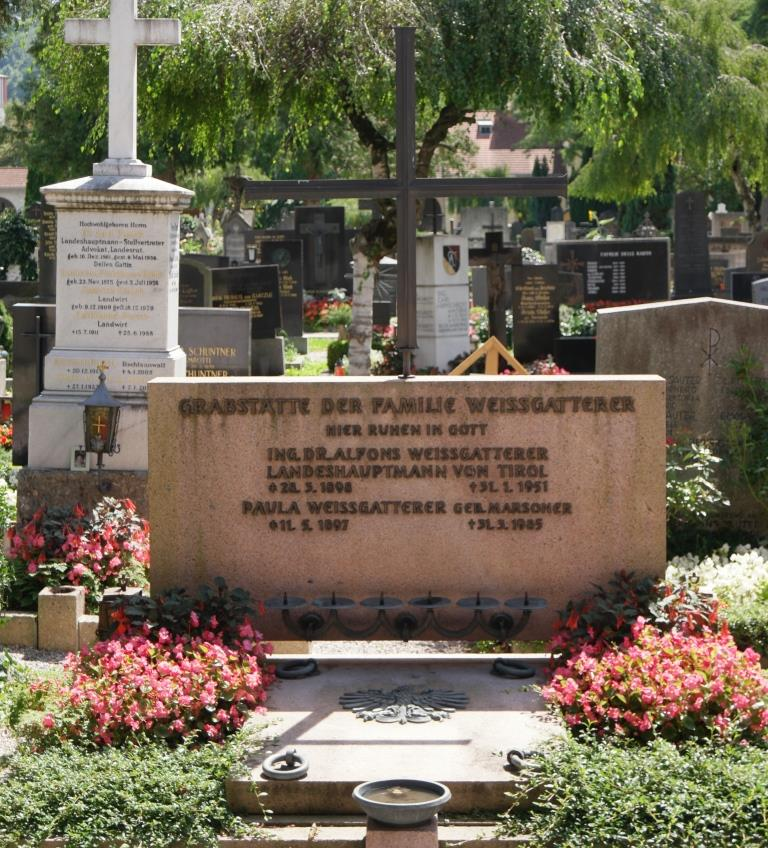
Grab von Alfons Weißgatterer auf dem Westfriedhof Innsbruck

Alfons Weißgatterer (* 23. März 1898 in Schwaz; † 31. Jänner 1951 in Zams, Tirol) war ein österreichischer Politiker (ÖVP).

## Leben
Alfons Weißgatterer besuchte das Gymnasium in Hall und Bregenz; 1917 und 1918 leistete er Kriegsdienst. Er begann im Sommersemester 1918 mit dem Studium an der Medizinischen Fakultät der Universität Innsbruck. Dort trat er der katholischen Studentenverbindung AV Austria Innsbruck bei. Im Wintersemester 1919/1920 wechselte er nach Wien und schloss sowohl ein Studium an der Veterinärmedizinischen Universität Wien 1926 mit der Dissertation Untersuchungen über anorganische Bestandteile des Aeroplankton als auch ein Studium der Agrarwissenschaften (Dipl.-Ing.) an der Universität für Bodenkultur Wien ab. In Wien wurde er Mitglied der katholischen Studentenverbindung K.Ö.H.V. Rugia Wien. Weißgatterer war auch Ehrenmitglied der AV Vindelicia Innsbruck und der KÖHV Leopoldina Innsbruck. 
Von 1930 bis 1938 war er Direktor der Landwirtschaftlichen Lehranstalt in Rotholz. 
Am 10. Dezember 1938 beantragte Weißgatterer bei der Ortsgruppe Reutte die Aufnahme in die NSDAP, die Kreisleitung lehnte den Antrag jedoch ab. Weißgatterers Biograf Markus Krispel schloss ein politisches oder ideologisches Interesse für die NSDAP aus und vermutete in diesem Schritt ein „Sich-Arrangieren“. Im Dezember 1941 wurde Weißgatterer rückwirkend zum 1. Mai 1938 in die NSDAP aufgenommen (Mitgliedsnummer 6.298.401).
Ab 23. Mai 1945 war Weißgatterer Landeshauptmann Stellvertreter des österreichischen Bundeslandes Tirol, vom 20. Oktober 1945 bis zu seinem Tod dessen Landeshauptmann. Er setzte nach der Berufung seines Vorgängers Karl Gruber in das Außenministerium den Aufbau der Landesverwaltung fort. Zu seinen Zielen als Landeshauptmann zählten die Bekämpfung der Lebensmittelknappheit der Nachkriegszeit, die Schaffung von Wohnraum und das Vermitteln zwischen französischer Besatzungsmacht und der Bevölkerung. 
Weißgatterer starb plötzlich und unerwartet an einem Herzinfarkt.